# Sluishuis
El Sluishuis (en español: casa de la esclusa) es un edificio de apartamentos en IJburg, un barrio situado en islas artificiales en Ámsterdam, Países Bajos. El edificio, que se inauguró el 13 de julio de 2022, fue diseñado por Bjarke Ingels Group en colaboración con Barcode Architects.

## Origen y construcción
A principios de 2016, la ciudad de Ámsterdam convocó un concurso para un edificio "que definiera la imagen" de la entrada del barrio de Steigereiland, en la calle Haringbuisdijk, frente a las casas de la arquitecta holandesa Marlies Rohmer. La idea inicial era construir un edificio residencial de al menos 35000 metros cuadrados, con casas flotantes alrededor.
El diseño ganador surgió de una colaboración entre dos firmas de arquitectura: Bjarke Ingels Group (BIG), la empresa del arquitecto danés Bjarke Ingels y con sedes en Copenhague y Nueva York, y la firma Barcode Architects, con sede en Róterdam. Diseñaron un  edificio de 52 metros de altura con fachadas en ángulo recortadas y una gran abertura en el frente, por donde pueden pasar embarcaciones. También se diseñó una pasarela alrededor del edificio. BIG había utilizado anteriormente la forma de un bloque de construcción cerrado en el que se "levantaba" una esquina para el edificio VIA 57 West en Nueva York, en el que basaron el diseño del Sluishuis como punto de partida.
La forma inusual del edificio planteó importantes desafíos de construcción. El ingeniero estructural, el grupo de construcción belga BESIX, decidió construir dos "columnas vertebrales" en forma de muros de hormigón de casi medio metro de espesor, de donde se suspendían los apartamentos. Durante la construcción se utilizó una isla artificial temporal, y los pilares se encuentran enterrados 60 metros bajo el suelo. El exterior del edificio fue revestido con láminas de aluminio.
Las obras del Sluishuis comenzaron el 18 de diciembre de 2018. Originalmente, se tenía previsto inaugurarlo a principios de 2022,  pero se retrasó hasta el 13 de julio de 2022.

## Descripción

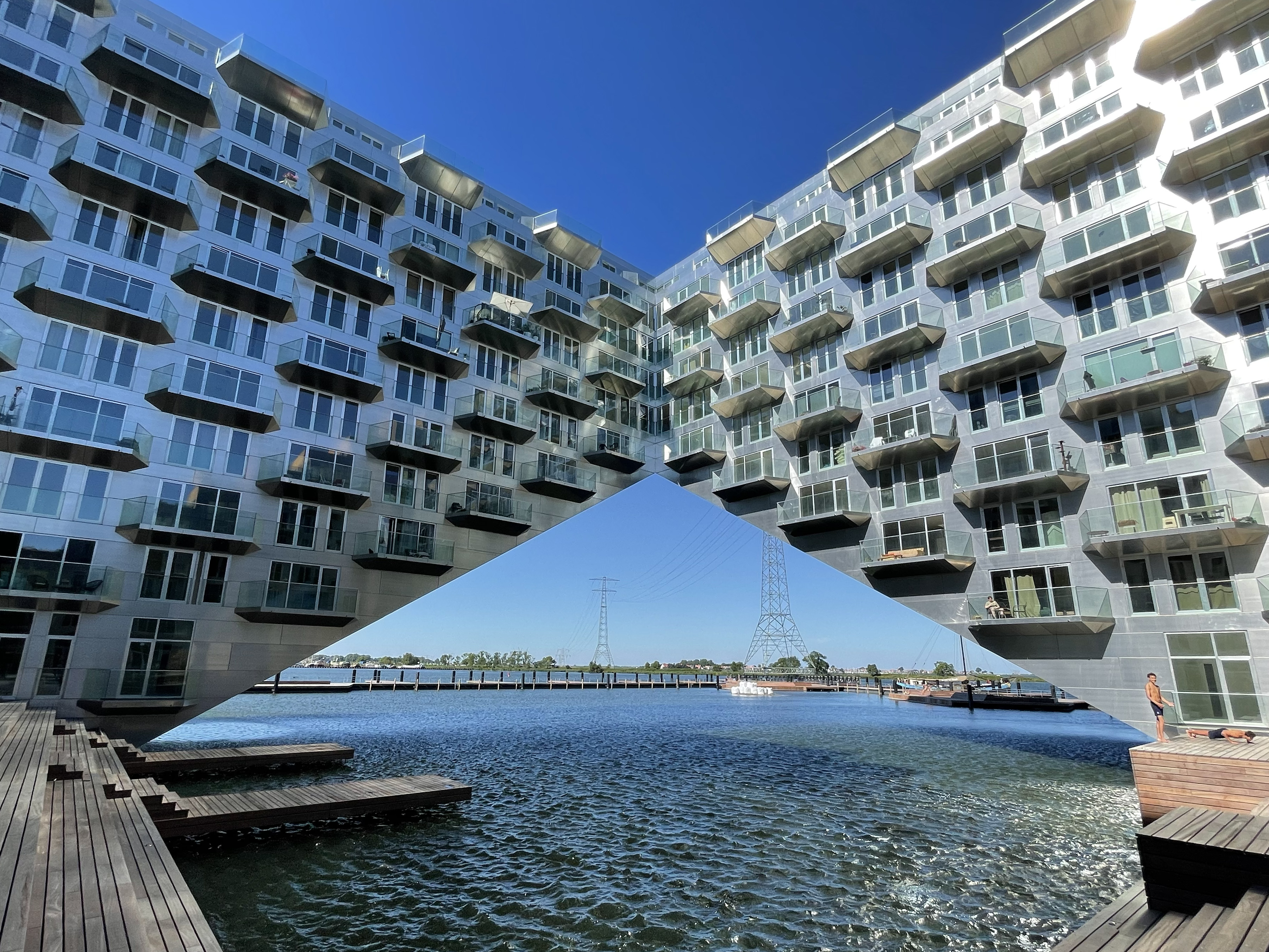
Tras el Sluishuis se encuentra un embarcadero de acceso público donde pueden atracar barcos.

El Sluishuis cuenta con 442 apartamentos; 369 de ellos se destinaron al alquiler y el resto se pusieron a la venta. El tamaño de las unidades residenciales varía de los 40 a los 180 metros cuadrados. Alrededor de todo el edificio hay un embarcadero de acceso público donde hay espacio para 34 casas flotantes. El edificio está construido sobre las aguas del IJ, lo que permite que los barcos atraquen en el muelle del complejo. Su forma inusual hace que el edificio parezca flotar sobre el agua.
La fachada del edificio presenta dos escaleras que conducen hasta la azotea, donde hay una pasarela con vistas de la ciudad. El acceso público al edificio está gestionado por la asociación de propietarios del edificio, aunque la ciudad de Ámsterdam ha ordenado que las escaleras deben estar abiertas al público en general al menos 80 días al año.
El Sluishuis es un edificio sostenible, con un coeficiente de rendimiento energético (EPC) de 0,00. En el tejado se han instalado paneles solares  y colectores solares térmicos; proporcionan la energía para la iluminación LED y climatización del complejo. El edificio dispone de un sistema de bomba de calor y sus ventanas están equipadas con vidrio de triple aislamiento.

## Galería

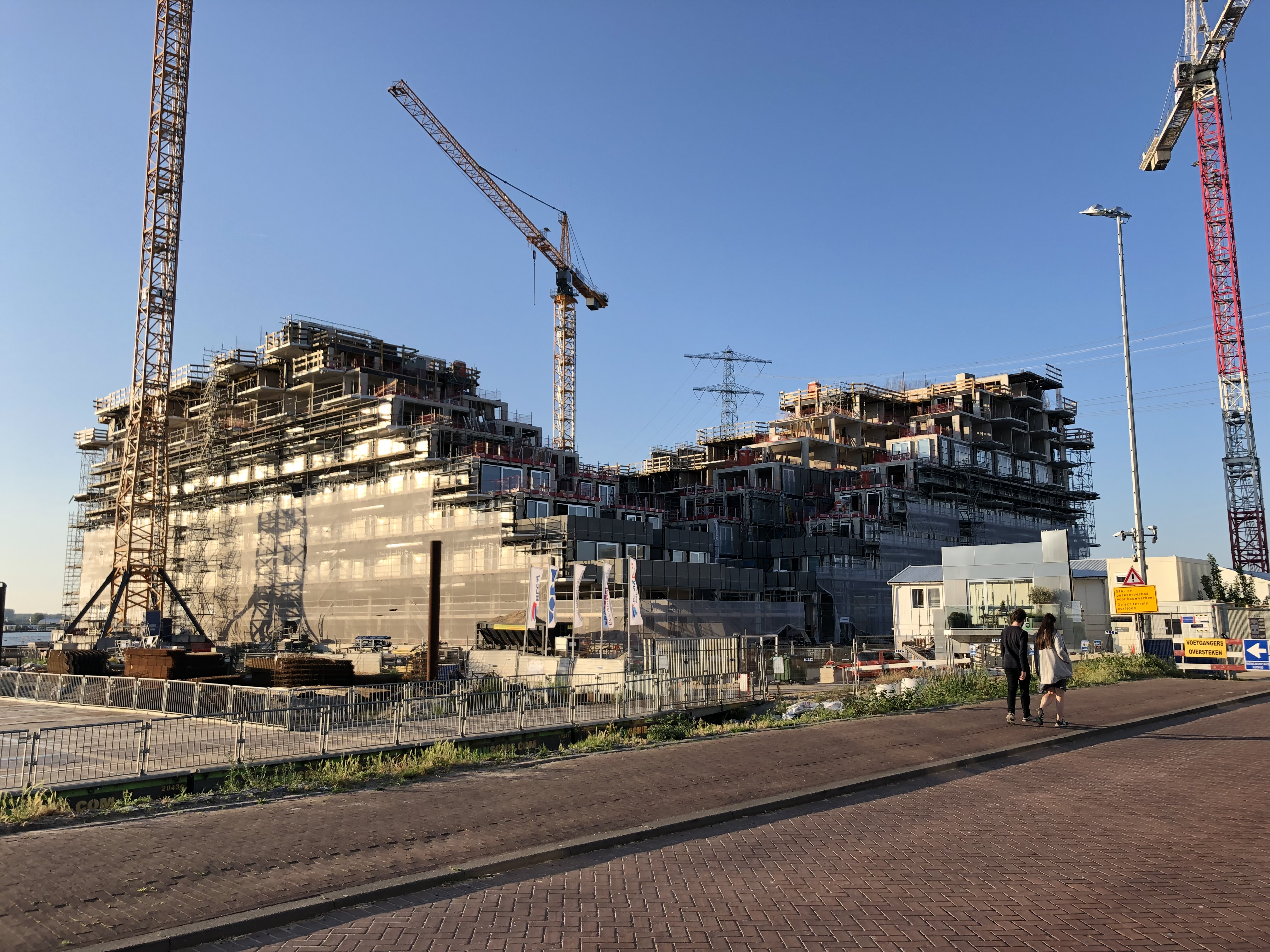
El Sluishuis en construcción en 2021.
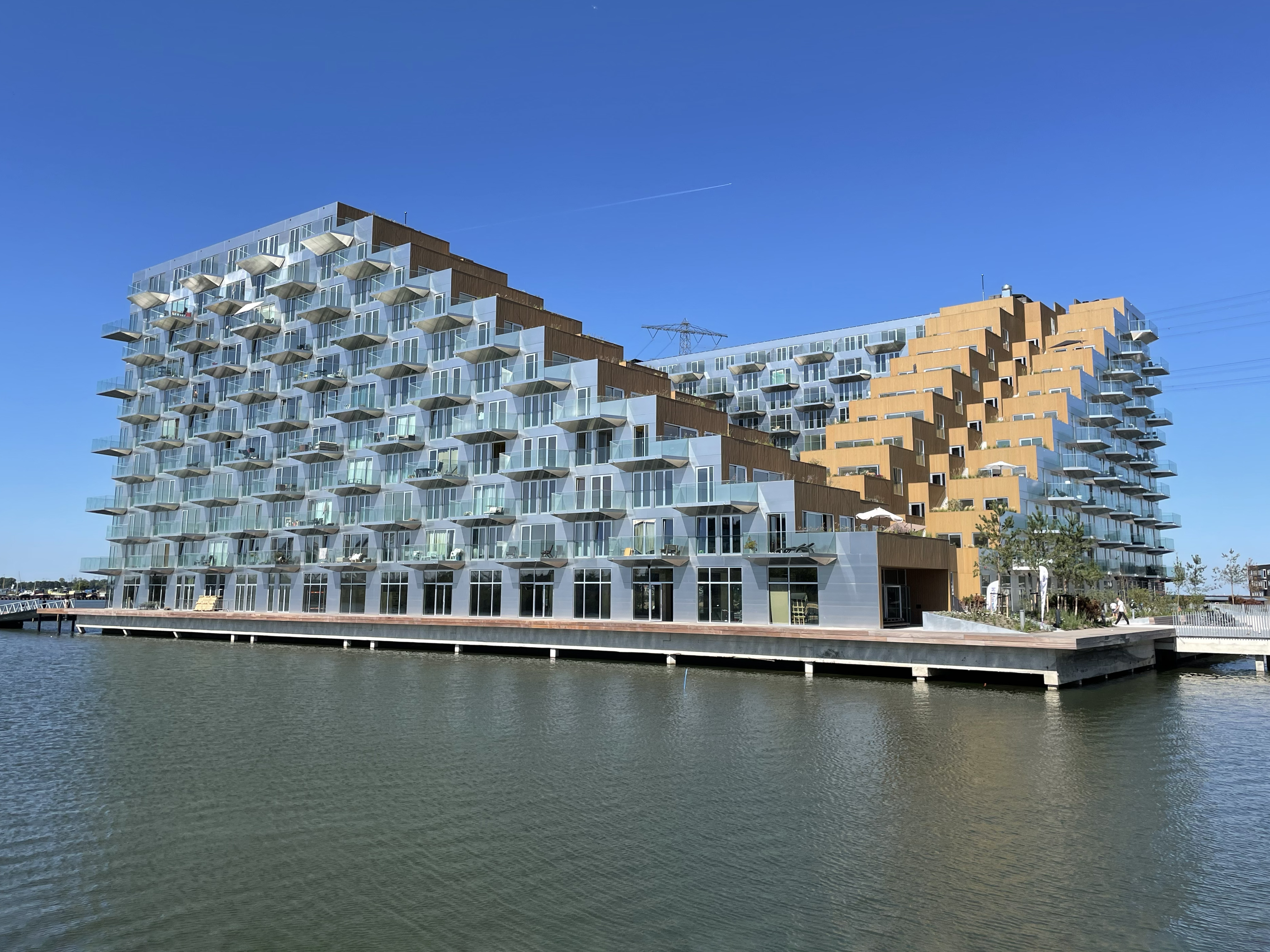
El Sluishuis visto desde la calle IJburglaan; son visibles las escaleras que conducen desde las terrazas al tejado.
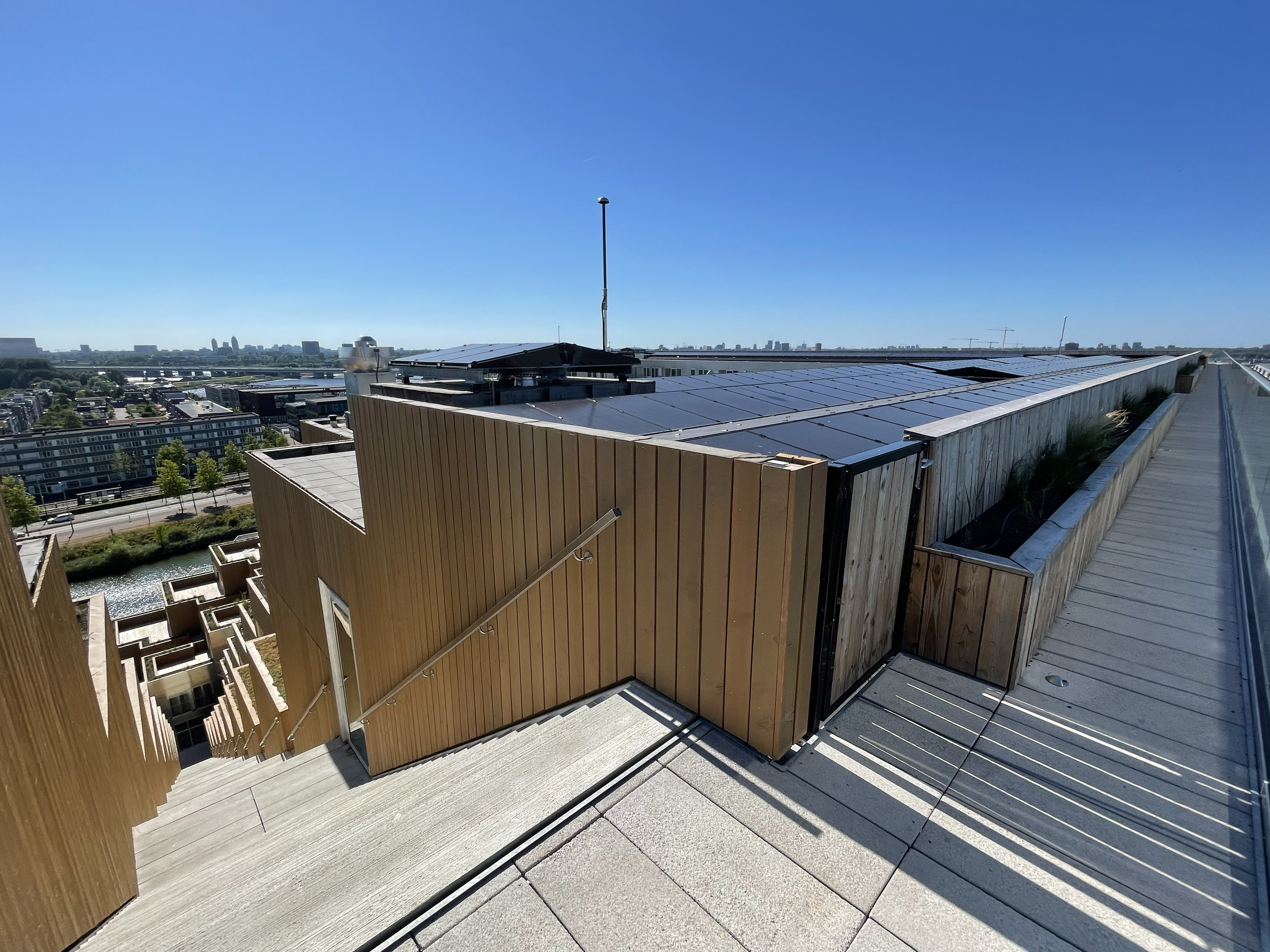
Pasarela en el tejado, con los paneles solares visibles.
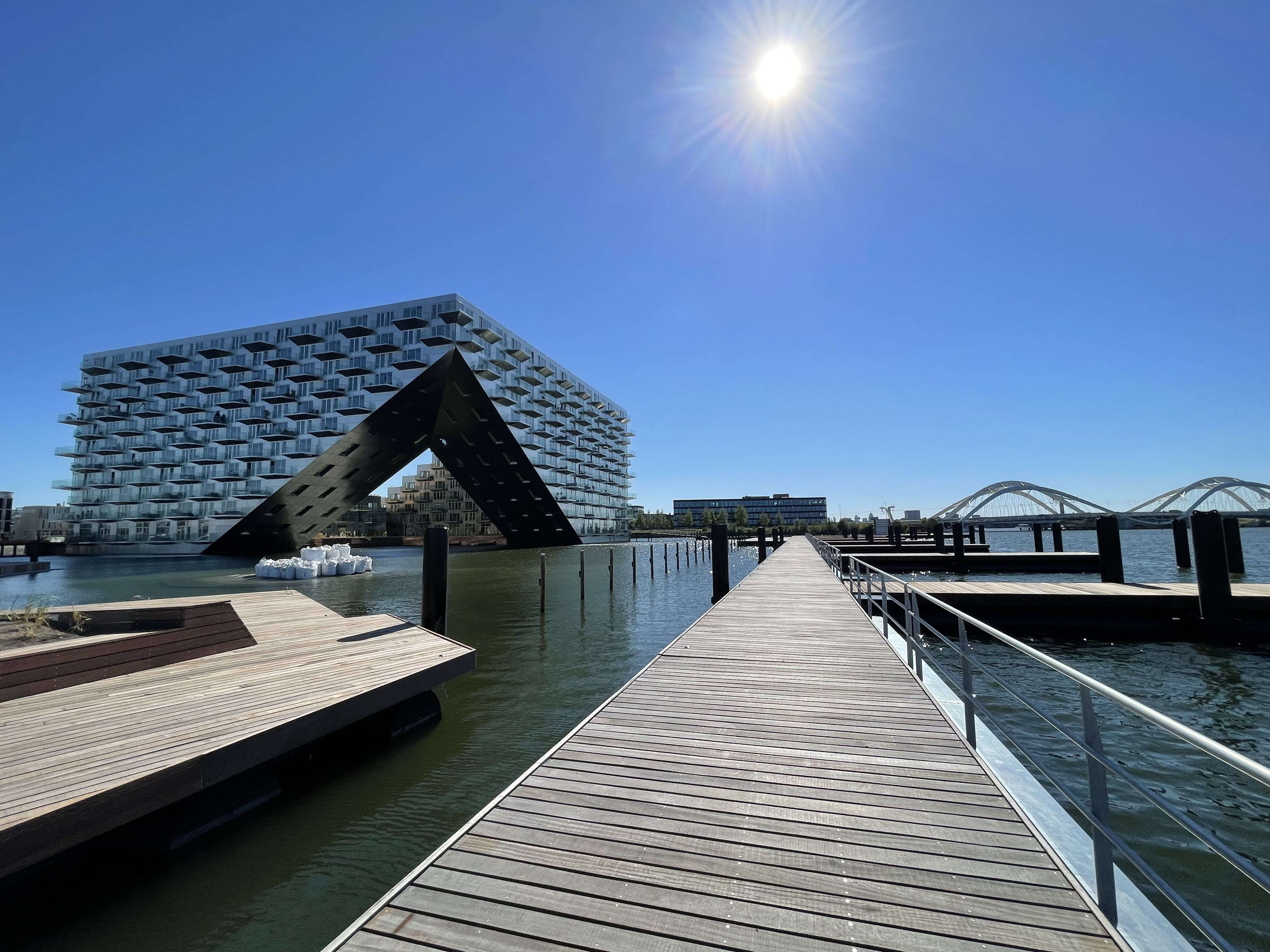
El Sluishuis (izquierda) visto desde el embarcadero de acceso público, con el puente Enneüs Heerma (derecha)
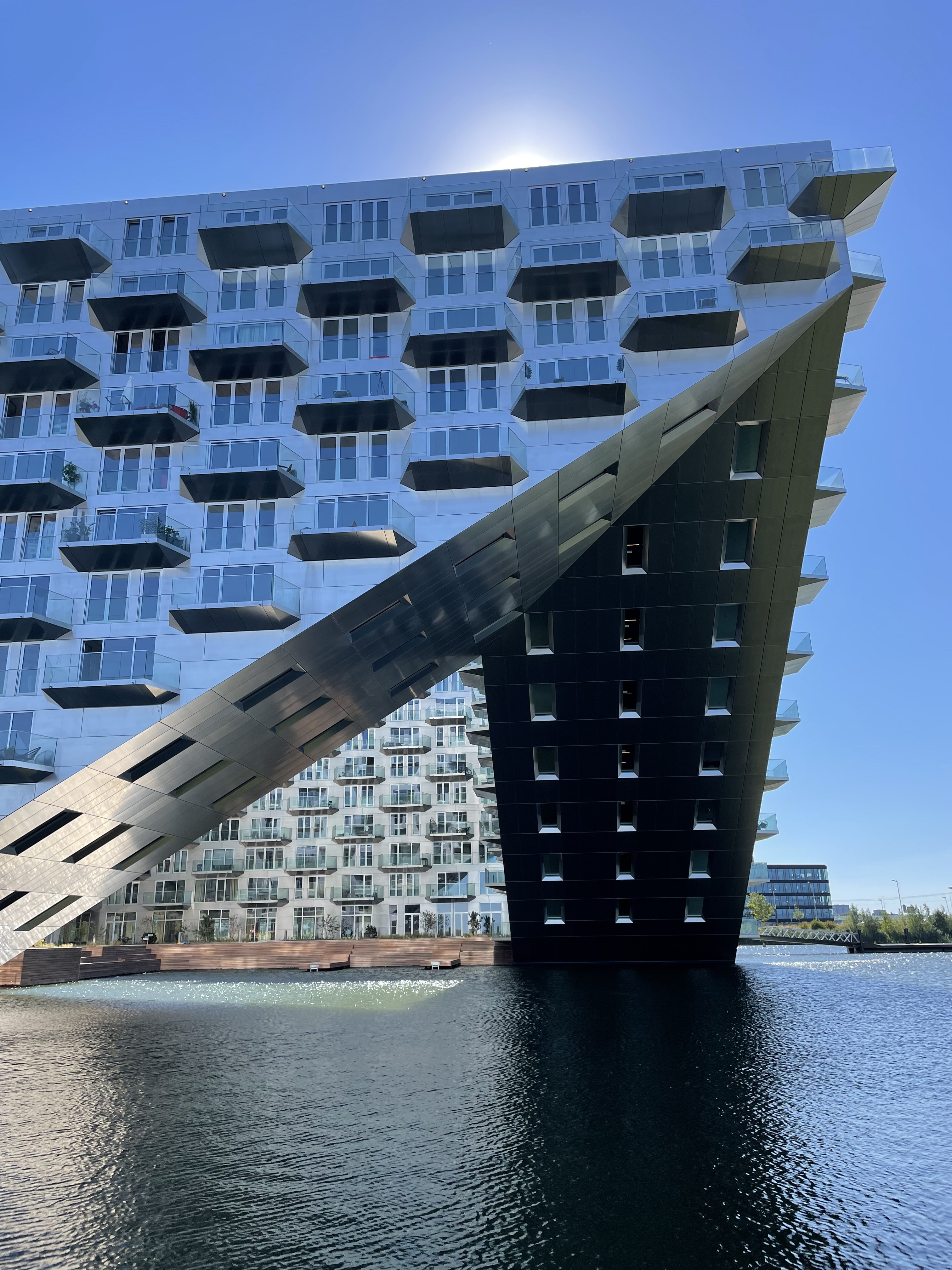
Vista más cercana al extremo del ángulo.